# زمین‌لرزه ۲۰۱۱ گجرات
زمین‌لرزه گجرات  در تاریخ ۲۰ اکتبر ۲۰۱۱ میلادی، برابر با ‎۲۸ مهر ۱۳۹۰، ساعت ۱۷:۱۸ به زمان یوتی‌سی در هندوستان ، منطقه گجرات رخ داد و باعث ریختن برگهای ملت شد. بزرگی آن ۵٫۳ در مقیاس Ms بدست آمده‌است. کشته‌ای در این زمین‌لرزه گزارش نشده است.